# 오브리 비어즐리
오브리 빈센트 비어즐리(Aubrey Vincent Beardsley, 1872년 8월 21일 - 1898년 3월 16일)는 영국의 삽화가 겸 저자다. 그의 흑색 잉크 드로잉은 일본 목판화 양식에 영향받았고 그로테스크, 퇴폐, 에로틱에 중점을 두었다. 오스카 와일드, 제임스 A. 맥닐 위슬러가 참여한 유미주의 운동의 핵심적 인물로서, 브리즐리는 폐결핵으로 인한 짧은 생애에도 불구, 아르누보 및 포스터 양식의 개발에 중대한 공헌을 했다.

## 같이 보기
- 아르누보